# The Charmer
Pour plus de détails, voir Fiche technique et Distribution.
The Charmer (Charmøren) est un film danois et suédois réalisé par Milad Alami, sorti en 2017.

## Fiche technique
- Titre : The Charmer
- Titre original : Charmøren
- Réalisation : Milad Alami
- Scénario : Ingeborg Topsøe et Milad Alami
- Musique : Martin Dirkov
- Photographie : Sophia Olsson
- Montage : Olivia Neergaard-Holm
- Production : Johnny Andersen, Stinna Lassen et Frida Mårtensson
- Société de production : Good Company Films, Garagefilm International, Film i Väst, Act3, Red Rental, FilmGear, Vixens, Sveriges Television et New Danish Screen
- Société de distribution : Scanbox Entertainment (Danemark), Météore Films (France) et Film Movement (États-Unis)
- Pays de production :  Danemark et  Suède
- Genre : Drame, romance et thriller
- Durée : 100 minutes
- Dates de sortie : 
  - Espagne : 22 septembre 2017 (Festival international du film de Saint-Sébastien)
  - Danemark : 17 mai 2018
  - France : 25 juillet 2018
  - États-Unis : 5 décembre 2018

## Distribution
- Ardalan Esmaili : Esmail
- Soho Rezanejad : Sara
- Lars Brygmann : Lars
- Susan Taslimi : Leila
- Hassan El Sayed : Amir
- Stine Fischer Christensen : Johanne
- Amalie Lindegård : Liv
- Boie Kratfeldt : Johnny
- Austa Lea Jespersen : Ida
- Kitt Maiken Mortensen : Simone
- Mette K. Madsen : Anna
- Afshin Berahmand : Jamshid

## Accueil
Le film a été bien reçu par la presse spécialisée. Il obtient une moyenne de 78 % sur Metacritic.